# Nectopanope
Nectopanope is een geslacht van kreeftachtigen uit de klasse van de Malacostraca (hogere kreeftachtigen).

## Soort
- Nectopanope rhodobaphes Wood-Mason in Wood-Mason & Alcock, 1891